# 奎特曼 (喬治亞州)
奎特曼（英語：Quitman）是一個位於美國喬治亞州布魯克斯縣的城市。根據2010年美國人口普查，該地人口為3850人，而該地的面積約為10.74平方千米。同時該地也是布魯克斯縣的縣治。

## 地理
奎特曼的座標為30°47′05″N 83°33′39″W / 30.78472°N 83.56083°W，而該地的平均海拔高度為58米（即190英尺）。